# シルヴァン・エルフ
シルヴァン・エルフ（Silvan Elves）は、J・R・R・トールキンの『指輪物語』『シルマリルの物語』に登場する種族。森のエルフのこと。サンゴロドリムの崩壊ののち、青の山脈を越えて内陸へと向かったシンダールが出会ったエルフ（クウェンディ）で、テレリの一部族。詳細は不明だが、おそらく出自はナンドールかと思われる。シンダールとともにウーマンヤールに含まれ、アヴァリとともにモリクウェンディに含まれる。エルフの中ではあまり位の高くない種族とされる。